# Марянка (Опочинський повіт)
Марянка (пол. Marianka) — село в Польщі, у гміні Мнішкув Опочинського повіту Лодзинського воєводства.
Населення — 79 осіб (2011).
У 1975-1998 роках село належало до Пйотрковського воєводства.

## Демографія
Демографічна структура станом на 31 березня 2011 року:
|          | Загалом | Допрацездатний вік | Працездатний вік | Постпрацездатний вік |
| -------- | ------- | ------------------ | ---------------- | -------------------- |
| Чоловіки | 34      | 6                  | 22               | 6                    |
| Жінки    | 45      | 9                  | 23               | 13                   |
| Разом    | 79      | 15                 | 45               | 19                   |